# Gherardo Ortalli
Gherardo Ortalli (* 21. September 1943 in Fidenza) ist ein italienischer Historiker. Er war Professor für Mittelalterliche Geschichte an der Universität Venedig und ist seit 2015 emeritiert.

## Leben
Ortalli absolvierte 1967 an der Universität Bologna seine Laurea. Nach dem Militärdienst arbeitete er an der Universität Ferrara ab 1971, wo er das Istituto di Storia e Geografia leitete. 1973 wurde er an die Università Ca’ Foscari in Venedig berufen, wo er mittelalterliche Geschichte lehrte. 1980 wurde er Ordentlicher Professor und leitete am Ateneo veneziano das Istituto (später Dipartimento) di Studi storici von 1980 bis 1989. 1996 bis 1999 koordinierte er das Dottorato in storia sociale europea, das neben Venedig die Universitäten von Bologna, Padua, Trient und Triest verband.
Ortalli war Socio des Istituto Veneto di Scienze, Lettere ed Arti ab 1994, Socio effettivo ab 2000, dann von 2003 bis 2009 Mitglied des Consiglio di presidenza als Administrator und später als Segretario della Classe di Scienze Morali, schließlich ihr Präsident. Auch gehört er der Österreichischen Akademie der Wissenschaften ebenso an, wie der Hrvatska akademija znanosti i umjetnosti, der Kroatischen Akademie der Wissenschaften und Künste also. Ortalli wurde Präsident der Deputazione di Storia Patria per le Venezie, darüber hinaus ist er Mitglied der Accademia Roveretana degli Agiati, der Società di Studi Romagnoli, der Società Dalmata di Storia Patria sowie weiterer Wissenschaftsorganisationen. In Frankreich war er Directeur d'Etudes Associé a la Maison des Sciences de l'Homme und der École des hautes études en sciences sociales in Paris (1989–1990). Auch gehörte er dem wissenschaftlichen Beirat der Fondazione Giorgio Cini in Venedig an. Ferner ist er Mitglied im Verwaltungsrat der Fondazione Benetton Studi Ricerche in Treviso, für die er auch den Vorsitz in der Jury zur Verleihung des Premio Gaetano Cozzi für Studien über die Geschichte des Spiels führt.
Ortalli setzte sich vornehmlich mit der Institutionengeschichte, dann mit der Geschichte der Kultur und der Mentalität auseinander, aber auch mit dem Verhältnis zwischen Mensch und Natur, insbesondere dem Verhältnis zum Wolf. Dabei lag sein Schwerpunkt auf der Geschichte der Republik Venedig, und dabei insbesondere auf der Geschichtsschreibung und Chronistik des Mittelalters.
Gherardo Ortalli ist Mitherausgeber des Corpus statutario delle Venezie, er gründete und leitet die Reihe Pacta Veneta, er ist Mitgründer und Direktor der Zeitschrift Ludica, die sich mit dem Bereich des Spiels auseinandersetzt, dann Mitleiter der Reihen Studi veneti und Profili sowie Ludica. Darüber hinaus ist er Direktor des Archivio Veneto und sitzt in verschiedenen Zeitschriftenleitungen, wie den argentinischen Temas Medievales, des in Moskau erscheinenden  Journal of History: academic reports, des Bullettino dell’Istituto Storico Italiano per il Medio Evo. Er gehört auch dem engeren Leitungsgremium des Istituto Storico Italiano per il Medio Evo an. Auch ist er Koordinator des italienisch-französisch-deutschen Projekts zur Edition der Register des venezianischen Senats, die das Istituto Veneto di Scienze, Lettere ed Arti herausgibt, und von denen inzwischen 14 Bände erschienen sind.

## Publikationen (Auswahl)
- mit Paolo Delogu, André Guillou (Hrsg.): Longobardi e Bizantini, Turin 1980.
- Da Canossa a Tebe. Vicende di una famiglia feudale tra XII e XIII secolo, Francisci, Abano 1983.
- Petrus I. Orseolo und seine Zeit. Anmerkungen zur Geschichte der Beziehungen zwischen Venedig und dem ottonischen Reich (= Centro tedesco di studi veneziani, Quaderni, 39), Sigmaringen 1990, S. 5–15, 41, 45–48, 51 f., 66–72. (Digitalisat, PDF)
- mit Giovanni Scarabello (Hrsg.): Breve storia di Venezia, Pacini, 1998 (auch auf Deutsch: Kurze Geschichte Venedigs, Pisa 2008).
- La peinture infamante du XIIIe au XVIe siècle, Monfort, Paris 1994.
- (Hrsg.): Storia d'Europa, Bd. III: Il medioevo, Einaudi, Turin 1995.
- Scuole e maestri tra medioevo e rinascimento. Il caso veneziano, Il Mulino, Bologna 1996.
- Lupi genti culture. Uomo e ambiente nel medioevo, Einaudi, Turin 1997.
- Petrus I. Orseolo. Der 'heilige Doge' zwischen Venedig und dem Ottonischen Reich, Thorbecke, Stuttgart 1998.
- Alle origini della cronachistica bolognese. Il “Chronicon Bononiense”, Viella, Rom 1999.
- mit Glauco Sanga (Hrsg.): Nature Knowledge. Ethnoscience, Cognition, and Utility, Berghahn Books, 2003.
- Il Milione di Marco Polo, Edition, Franco Maria Ricci, Mailand 2003.
- Barattieri. Il gioco d'azzardo fra economia ed etica. Secoli XIII–XV, Il Mulino, Bologna 2012.
- Gesta vel obitus domni Petri ducis Venecie atque Dalmacie (= Fonti per la storia dell‘Italia Medievale. Antiquitates, 46), Istituto Storico Italiano per il Medioevo, Rom 2016. (Titelei und Einleitung im Netz)